# Quartier du Palais-Royal
Das Quartier du Palais-Royal ist der 3. Verwaltungsbezirk (französisch Quartier administratif) im 1. Arrondissement von Paris.

Die Stadtviertel im 1. Arrondissement

## Namensursprung
Per Dekret der Präfektur (französisch Arrêté préfectoral)  vom 10. Mai 1811 erhielt die Section de la Montagne, die zur Section Butte-des-Moulins wurde und sich im ehemaligen 2. Arrondissement von Paris befand, den Namen Quartier du Palais-Royal.

## Lage
Die Fläche des Quartier du Palais-Royal gleicht einem Rechteck, das von folgenden Straßen begrenzt wird:
- Westen: Rue Saint-Roch
- Osten: Rue de Marengo und Rue Croix des Petits Champs
- Norden: Rue des Petits Champs
- Süden: Rue de Rivoli

## Geschichte
Das Quartier wurde zum ersten Mal während der Französischen Revolution gebildet und bestand aus 4 Distrikten:
- Distrikt Collégiale Saint-Honoré;
- Distrikt Église Saint-Roch de Paris;
- Distrikt Église des Jacobins (Rue Saint-Honoré), Rue Saint-Honoré;
- Distrikt Église Saint-Philippe-du-Roule.

Als 1790 Paris in Sektionen eingeteilt wurde, bekam das Viertel den Namen «Section de la Montagne».
Am 10. Mai 1811 wurde die Section de la Montagne in «Section de la Butte des Moulins» umbenannt. Das Viertel lag im ehemaligen 2. Arrondissement und bekam den Namen «Quartier du Palais-Royal». Seine Grenzen waren damals:
vom Place Vendôme ausgehend entlang der Rue des Petits-Champs, der Rue Neuve-des-Bons-Enfants und zurück durch die Rue Saint-Honoré.
Durch das Gesetz vom 16. Juni 1859 wurde dieses Viertel in das 1. Arrondissement in folgenden Grenzen in Paris eingegliedert:
beginnend an der Rue de Rivoli folgt sie den (damaligen) Straßen Rue du Dauphin und Rue Neuve-Saint-Roch, Rue Neuve-des-Petits-Champs, Place des Victoires, Rue de la Croix-des-Petits-Champs, Rue Marengo zurück zur Rue de Rivoli.

## Bedeutende Gebäude
Im Zentrum des Quartiers befindet sich das namensgebende Palais Royal mit dem öffentlichen Jardin du Palais-Royal. Hinzu kommen staatliche, kirchliche und kulturelle Einrichtungen und Baudenkmäler: 

### Verwaltung
- Ministère de la Culture
- Conseil constitutionnel
- Conseil d’État
- Tribunal des conflits
- Banque de France

### Hôtel particuliers
- Palais Royal
- Hôtel Bauyn de Péreuse
- Hôtel Bergeret de Grancourt
- Hôtel Bergeret de Talmont
- Hôtel Charlemagne
- Hôtel de Montplanque
- Hôtel de Soyecourt
- Hôtel de Toulouse

### Kirchen
- Église Saint-Roch
- Temple protestant de l'Oratoire du Louvre

### Theater
- Comédie-Française
- Théâtre du Palais-Royal

### Passagen
- Galerie Véro-Dodat
- mehrere Ladenpassagen liegen rund um den Jardin du Palais-Royal